# 纳迪加奥恩
纳迪加奥恩（Nadigaon），是印度北方邦Jalaun县的一个城镇。总人口7175（2001年）。

## 人口
该地2001年总人口7175人，其中男性3886人，女性3289人；0—6岁人口1171人，其中男621人，女550人；识字率52.81%，其中男性为63.77%，女性为39.86%。